# (36544) 2000 QK98
2000 QK98 (asteroide 36544) é um asteroide da cintura principal. Possui uma excentricidade de 0.06884050 e uma inclinação de 3.05008º.
Este asteroide foi descoberto no dia 28 de agosto de 2000 por LINEAR em Socorro.